# 야마가타 아리토모 의견서
야마가타 아리토모 의견서(山県有朋意見書)는 일본 정치인 야마가타 아리토모가 1872년부터 1919년까지 작성한 82건 의견서를 나중에 편집한 것이다.

## 개요
야마가타는 1838년(덴포 9년) 4월에 조슈번의 주겐(中間) 신분 집안에서 태어나 메이지 정부에서 군제 개혁이나 전략 수립에 관여한 군인 겸 정치인이다.
1888년(메이지 21년) 1월, 야마가타는 '주권선'(主權線, line of sovereignty)과 '이익선'(利益線, line of advantage/interest)이라는 개념을 제시했다. 당시 아시아 정세는 영국의 진출, 시베리아 철도를 경유하는 러시아 제국의 위협으로 불안이 생긴다고 판단하고, 이 상황에서 일본은 러시아와 청나라에 대한 위기를 관리하기 위해서는 한반도(조선반도)에 주목할 필요가 있다고 주장했다.
야마가타 독자적인 용어인 "주권선"은 자국 영토의 국경선을 의미하며, "이익선"은 이 국경에서 떨어진 지역에서도 국가 이익과 관련한 경계선을 의미했다. 야마가타는 이 틀을 지정학적 분석에 적용함으로써 일본 이익선을 한반도로 자리 매김함으로써 군비 확장 필요성을 논했다.

## 참고 문헌
- 오야마 아즈사(大山梓) 편, 《야마가타 아리토모 의견서(山県有朋意見書)》, 하라쇼보(原書房), 1966년